# Roald Dahl Museum and Story Centre

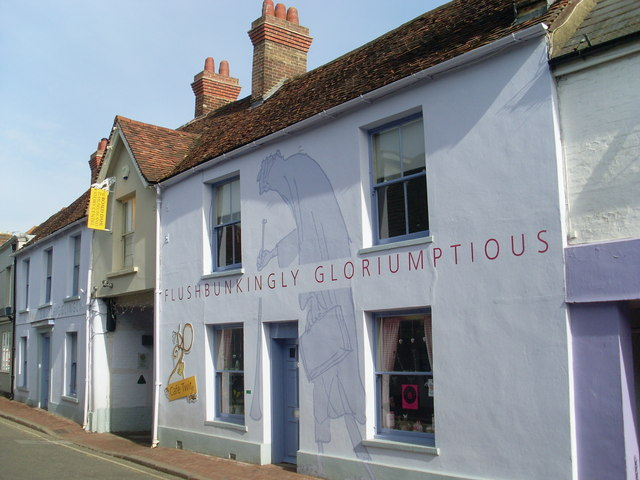
Le musée.

Le Roald Dahl Museum and Story Centre est un musée situé dans le village de Great Missenden dans le Buckinghamshire. Consacré à l'auteur Roald Dahl, celui-ci y a vécu durant 36 ans jusqu'à sa mort.
Il a été inauguré le 10 juin 2005 par Cherie Blair.